# اندیس گسل بشاگرد (۱)
گسل بشاگرد(۱) یک اندیس فلزی است که در حوالی شهر آورتین استان هرمزگان قرار دارد و مادهٔ معدنی موجود در آن، مس است.  